# Odontocarya uva-alba
Odontocarya uva-alba là một loài thực vật có hoa trong họ Biển bức cát. Loài này được Barneby mô tả khoa học đầu tiên năm 1972.